# Jonathan Greenstein
Jonathan Greenstein est propriétaire, expert en chef et président de J Greenstein and Company, une maison de vente aux enchères aux États-Unis dédiée à l'évaluation et à la vente de l'objet de culte juif.

## Biographie
Greenstein est né à Brooklyn, New York en 1967.